# Surinyavongsa II
Surinyavongsa II (mort en 1791 à Bangkok) nom complet Samdach Brhat Chao Suriya Varman Raja Sri Sadhana Kanayudha [Suryavong II] fut roi du royaume de Luang Prabang de 1768 à 1791.

## Biographie
Surinyavongsa II est le 9e fils du roi Inthason, par son épouse la princesse Dhanasavuni. Il accède au trône après l’abdication de son frère aîné Sotika-Kuomane en 1768. En 1771, il attaque le royaume de Vientiane lui aussi vassal des Birmans et subit une défaite et Luang Prabang est une seconde fois pillée. Le royaume doit alors faire lui aussi allégeance à la Birmanie jusqu'en 1778. En 1779, il est contraint d’accepter malgré cette alliance la suzeraineté des siamois de la dynastie Chakri. En mai 1788, il est envoyé comme otage à Bangkok sur ordre du roi de Siam Rama III. Il y demeure détenu avec le reste la famille royale jusqu'à sa mort en 1791. Le royaume de Luang Prabang est alors administré directement pendant une année par des gouverneurs siamois avant que le roi ne consente à introniser comme roi un de ses frères Anurutha pour punir le roi de Vientiane Nanta Sen qui avait pris la capitale Luang Prabang et annexé le Hua-Phan.     
Il avait épousé en 1782, la reine (Mahadevi) Dhanakama [Taenkham], une princesse du  Muang-La et laisse deux fils :
- Prince (Sadet Chao Fa Jaya Anga) Beng, prince Suprasit. Gouverneur de Lampang.
- Prince (Sadet Chao Fa Jaya Anga) Oui.